# Забари (Вознесенський район)
Заба́ри — село в Україні, у Доманівській селищній громаді Вознесенського району Миколаївської області. Населення становить 257 осіб. Орган місцевого самоврядування — Доманівська селищна рада.

## Населення

### Мова
Розподіл населення за рідною мовою за даними перепису 2001 року:
| Мова       | Кількість | Відсоток |
| ---------- | --------- | -------- |
| українська | 243       | 94.55%   |
| румунська  | 11        | 4.28%    |
| російська  | 3         | 1.17%    |
| Усього     | 257       | 100%     |

## Постаті
- Ливадар Олександр Іванович (1993—2015) — солдат Збройних сил України, учасник російсько-української війни.